# Incidente ferroviario di Mornago
L'incidente ferroviario di Mornago  fu un tamponamento tra treni avvenuto il 6 maggio del 1948 all'interno di una galleria tra la stazione di Mornago-Cimbro e quella di Ternate della linea Gallarate-Laveno.

## Dinamica
Nel primo pomeriggio del 6 maggio 1948 il treno merci 5706 partì dalla stazione di Mornago. All'interno di una galleria, lunga circa 400 m, avvenne il distacco accidentale degli ultimi 4 carri merci; il personale del treno, una volta fermo, si adoperò per riagganciarli allo scopo di poter ripartire. Alle ore 15:25, mentre il treno merci era ancora fermo all'interno della galleria, su di esso piombò a piena velocità il treno viaggiatori 1564. In seguito all'urto violentissimo la locomotiva a vapore del treno 1564 si incastrò nell'ultimo dei carri merci; questi si sfasciarono, mentre la prima vettura viaggiatori si accartocciò contro il tender della locomotiva.
Dopo l'impatto i viaggiatori rimasti incolumi o solo contusi iniziarono a prestare i primi soccorsi ai feriti mentre affluiva gente dalle campagne circostanti ad aiutarli. Giunsero poi sul posto, il questore di Varese e il colonnello del carabinieri Savorà-Corona con un nutrito gruppo di militari e di agenti per l'opera di soccorso. I morti e i feriti estratti dai rottami vennero adagiati sulle carrozze non danneggiate e poi trasportati agli ospedali di Gallarate e di Vergate.

## Le responsabilità
II disastro avvenne a causa della leggerezza del capostazione supplente di Mornago Cimbro, Luigi Passera, che diede via libera al treno viaggiatori 1364 diretto a Luino, senza essersi prima accertato dell'effettivo arrivo a Ternate del treno merci 5706. Il capostazione Passera ammise subito  la sua colpevolezza e venne posto in stato di fermo.

## Le vittime
I morti furono sei: Agostino Reggiori di anni 63 da Leggiuno San Giano, Maria Chiesa di anni 49, Piera Castiglioni, Augusto Albertari di anni 41 e Gianni Bissone, tutti da Milano; il sesto deceduto non bene identificato fu Ernesto Barella.
I feriti furono più di venti ed erano delle località di Milano, Varese, Gallarate e Porto Valtravaglia.